# Inishnee
Inishnee (iriska: Inis Ní) är en halvö i republiken Irland.   Den ligger i grevskapet County Galway och provinsen Connacht, i den västra delen av landet, 240 km väster om huvudstaden Dublin.